# Povestiri despre invențiile mileniului III
A nu se confunda cu Întîmplări din mileniul III de Alexandru Mironov (Editura Ion Creangă, 1989)
Povestiri despre invențiile mileniului III este o antologie de povestiri științifico-fantastice publicată la Editura Științifică și Enciclopedică în 1986. A fost editată de Ion Ilie Iosif, Florin Manolescu, Alexandru Mironov.

## Cuprins
- „Gena invenției” eseu de Alexandru Mironov
- „Și el construi o casă în dungă, o casă în dungă” de Robert A. Heinlein (traducere a „—And He Built a Crooked House”, 1941)

Povestire umoristică despre un arhitect cu înclinații matematice, denumit Quintus Teal, care are ceea ce crede că este o idee genială pentru a economisi costuri imobiliare, aceea de a construi o casă sub forma desfășuratei unei prisme cubice (teseract). Titlul este o parafrazare a cântecului pentru copii „There There a Crooked Man”.
- „Seifurile” de Cătălin Ionescu
- „Laboratorul mental” de Alexandru Ungureanu
- „Mecaniq” de Mihail Grămescu
- „În adâncurile bătrânului Pământ” de Cordwainer Smith (traducere a „Under Old Earth”, 1966)
- „Falsa verișoară cu ochii verzi” de Ovidiu Genaru
- „Profesorul fără nici o parte” de Martin Gardner (traducere a „No-Sided Professor”, 1947)
- „Poveste cu multă apă de ploaie” de Dorin Davideanu
- „Mânie și prejudecată” de Ovidiu Bufnilă
- „Pentru totdeauna” de Damon Knight (traducere a „Forever”, 1981)
- „Mașina finală” de Alexandru Mironov
- „Informații sigure asupra efectului Worp” de Lion Henry Miller (traducere a „The Available Data on the Worp Reaction”, 1953)
- „Bila de cricket” de Avro Manhattan (traducere a „The Cricket Ball”, 1955)
- „Flash-back” de Cristian Tudor Popescu
- „Găuri albe și negre” de Szentmihályi Szabó Péter (traducere a „Fekete és fehér lyukak”, 1978)
- „ Istoria unui obiect perfect” de Tudor Octavian
- „La frontierele cunoașterii” de Dănuț Ungureanu
- „Un miliard de ani până la sfârșitul lumii” de Arkadi și Boris Strugațki (traducere a „За миллиард лет до конца света”, 1976)